# Eklektika
Az eklektika különféle korok, stílusok, irányzatok jegyeit vegyesen alkalmazó, önálló elemeket ritkán tartalmazó, egyediségét a válogatásban kiélő irányzat. A kifejezés a görög eklégo (=válogatni, kiválogatni) tövű ἐκλεκτικός (eklektikosz) szóból ered, melynek jelentése: a legjobb kiválasztása. Leginkább az építészetben jelent meg a historizmus egyik ágaként. A két világháború közötti időben (1920-as, 1930-as évek) történő újraéledését neoeklektikus építészetnek nevezik. A 20. század második felében előfordulására elszórtan vannak példák, amelyeket a Neoeklektikus építészeti törekvések a 20. század második felétől szócikk mutat be.

## A hellenizmusban
Az eklektika elnevezést leggyakrabban a 19. század egyik építészeti irányzatára alkalmazzák, pedig érdemes tudni, hogy a hellenizmus korában már hasonló, önálló eredményekben szegény szobrászati irányzatot is jelöltek vele. A hellenisztikus eklektikus szobrászat leginkább sémákkal dolgozik, több szobron, más testtartással ugyan, de ugyanaz a fej felbukkan, holott a művek megalkotása között akár száz év is eltelt. Ilyen eklektikus szobor az Idolino, Boedasz műveinek többsége, a Tüskehúzó fiú, Stephanos atlétája.

## A 19. században

### A nyugat-európai eklektika

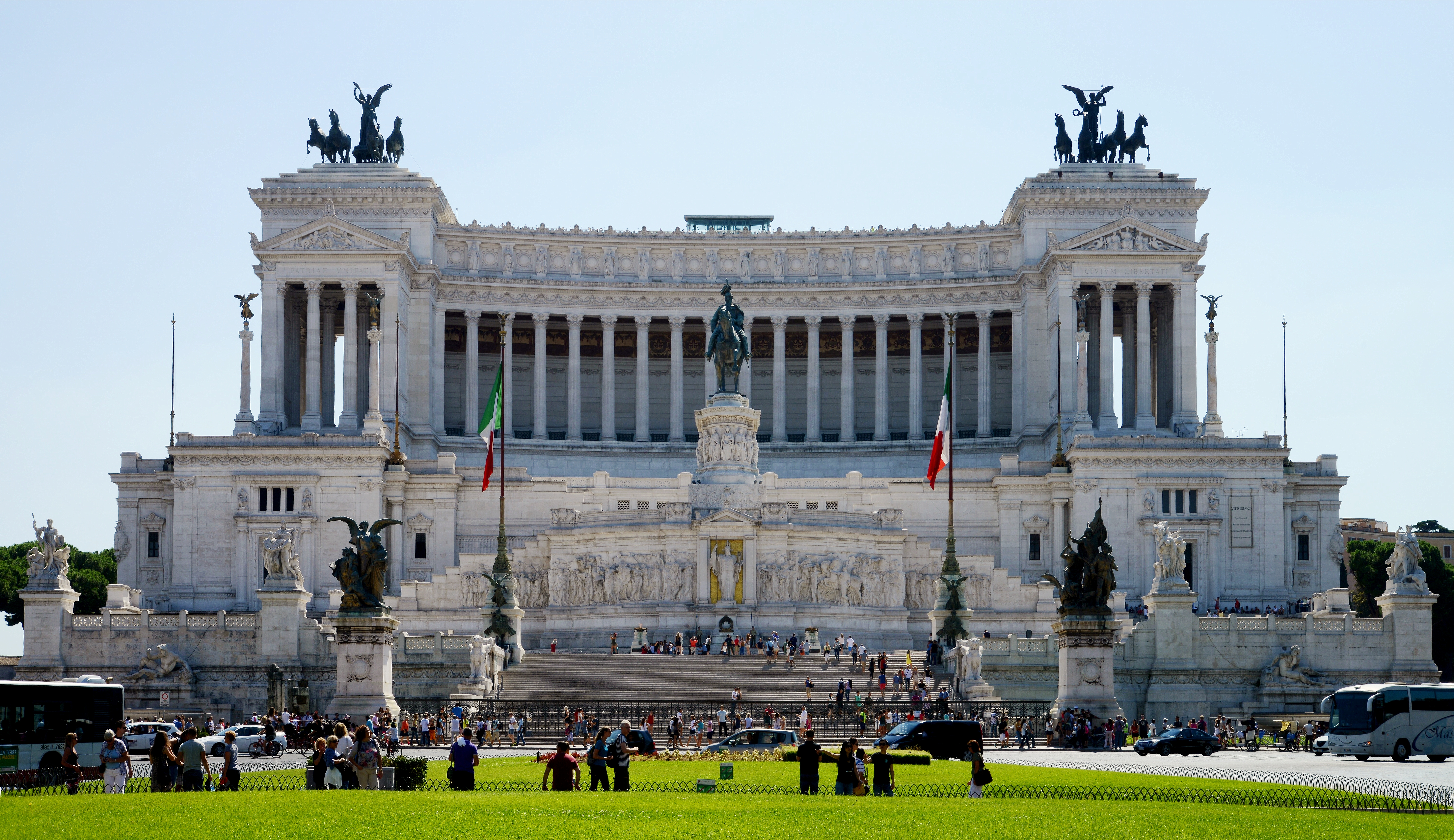
II. Viktor Emánuel emlékműve

A korai eklektikát a romantikától nehéz elkülöníteni. A londoni Parlament például neogótikus-romantikus, de mivel szerkezetében modernebb anyagok is előfordulnak, téralakításában pedig egyáltalán nem gótikus, gyakran eklektikusnak mondják. Az eklektika a historizmus egyik legérdekesebb, leginkább tanulmányozható ága.
A 19. századi építészeti eklektika a technikai fejlődés új lehetőségei és a korábbi formák együttes megjelenítésén dolgozott. Elsősorban a gótikus, reneszánsz, bizánci stílusokat jelenítette meg egymással keverten, majd divatba jöttek a barokk elemek is. Párizsban a Sacré Cœur-bazilika és a Garnier tervezte Opera jelentős, Rómában II. Viktor Emánuel emlékműve. Az 1900 után is számos épületen kimutatható az ellenhatásként létrejött szecesszió ellenére.
A korszak építészetéhez tartozik a vasszerkezetek egyre jelentősebb felhasználása is. Kezdetben csak erkélyeken és galériákon alkalmazzák az öntöttvasból és üvegből készült elemeket, de Sir Joseph Paxton Kristálypalotája már 1851-ben rámutatott az önálló alkalmazás lehetőségeire. Gustave Eiffel és cége kimondottan a vasszerkezet szinte korlátlan lehetőségeinek kiaknázására törekedett (Eiffel-torony, Nyugati pályaudvar).

### A magyar eklektika
A magyarországi eklektikus építészetet újabban összefoglalóan a tiszta neostílusokkal együttvéve historizmusnak nevezik. Eklektikáról ott lehet beszélni, ahol keverednek egymással a stílusok, s ez előfordul szinte az összes korszakban épült építményen, lakóházaktól kezdve középületeken át emlékművekig. A kifejezést a rendszerváltozás előtt egyöntetűen használták kissé negatív értelemben a neostílusokra is, ez is hozzájárul ahhoz, hogy máig lángol a vita, melyik kifejezés a jogos, ha a 19. század második felének építészetéről van szó.
Az eklektikus törekvések elsősorban városépítészeti tevékenységekkel és az életmód színvonalának javulásával függenek össze. Különösen igaz ez Budapestre, e város a korszakban fejlődött világvárossá, városképe a világon egyedülállóan egységes. Általában elmondható az, hogy a magyarországi eklektika a neoreneszánszból fejlődött ki (Jókai Mór balatonfüredi villája, Ybl Miklós: Szent István-bazilika, Operaház). A késő eklektika átnyúlik a 20. századba, képviselői Hauszmann Alajos (a volt Királyi Kúria, ma Néprajzi Múzeum) és Alpár Ignác (Városligeti Vajdahunyadvár, Mezőgazdasági Múzeum).
- Kezdetben (1860 körül) a reneszánsz elemeit használta, a homlokzattagolás visszafogott volt, az armírozással kiemelt rizalitok kevésbé ugrottak ki
- 1870-től megjelentek a rusztikus, súlyos lábazatok és a hangsúlyos rizalitos homlokzattagolás, az épületeken néha fellelhető a valódi kőburkolat, azonban az a jellemzőbb, hogy az épületdíszeket faragott kő és stukkó helyett vakolatból készítették.
- 1880-tól az öntöttvas szerkezetek megmutatása lett jellemző, a díszítés nyerstégla, terrakotta, mázas kerámiadíszekkel történt.
- 1890-től a figyelemfelkeltő, díszes stílusok váltak dominánssá (németalföldi késő reneszánsz, barokk, rokokó), megjelentek a meredek oromzatok.

### Eklektika a szobrászatban

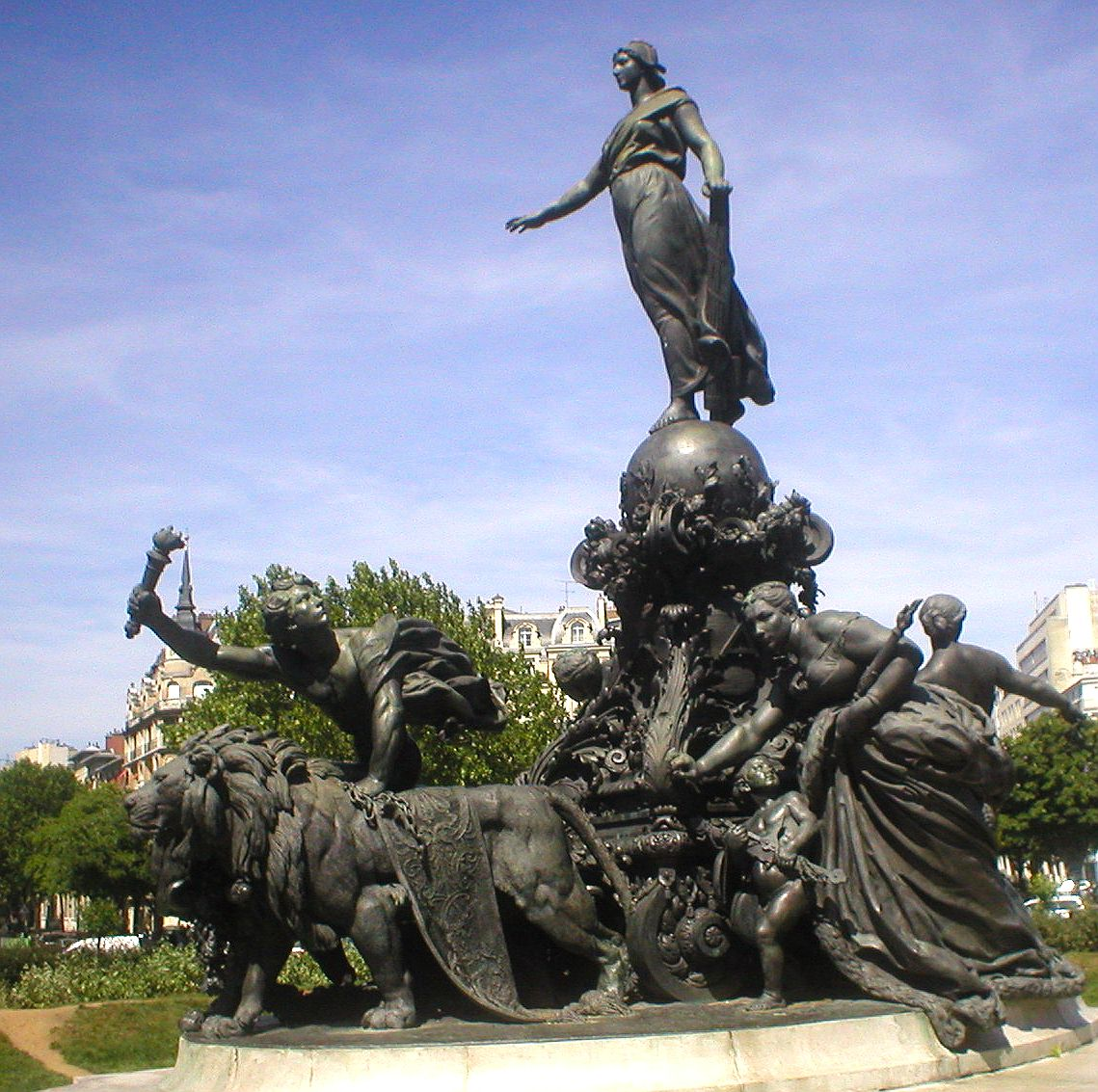
Dalou: A Köztársaság allegóriája

A 19. század második felére a szobrászat alkotóereje kifulladt, eklektikus és stílusukban historizáló művek születtek, főként köztéri szobrok. A 19. század második fele a köztéri szobrok virágkora Nyugat-Európában és Magyarországon is. A francia szobrászat mesterei Aimé-Jules Dalou és Frédéric Bartholdi voltak. Dalou műve a Köztársaság allegóriája, Bartholdi a New York kikötőjében álló Szabadság-szobor alkotója.
Magyarországon a szobrászati eklektikát szintén szokták historizmusnak nevezni, legjellegzetesebb példája Savoyai Jenő szobra a budai Várban, Róna József alkotása. A magyar köztéri szobrok neobarokk szellemben készültek.

## A 20. században
Az eklektika mint jelző felbukkan a 20. században is, az 1920-as-30-as években főként egyszerű lakóházak épültek így. A létrejövő totális hatalmak (Német Birodalom, Szovjetunió) ugyanekkor űzték el a modern szellemű művészeket, és „birodalmi stílusukat” teremtették meg. Csak a szocreál építészet élte túl a második világháborút.
Stiláris értelemben a posztmodern is eklektikus.